# Старый мост (Вюрцбург)
Старый мост (нем. Alte Mainbrücke) — пешеходный каменный арочный мост через Майн в Вюрцбурге.
Первый каменный мост в романском стиле на этом месте был построен в 1120-х годах городским архитектором Энзелином. Однако, он был серьёзно повреждён наводнениями 1342 и 1442 годов, а также сплавляющимися вниз по реке брёвнами.
В 1476 году началось строительство нового моста. Работы длились несколько десятилетий. В 1488 году каменные опоры были завершены, а работы над арочными сводами, сперва деревянными, начатые в 1512 году, продолжались до 1703 года из-за проблем с финансированием. В XVIII веке на мосту было установлено 12 статуй святых высотой около 4,5 м.
До 1886 года мост был единственным переходом через Майн в Вюрцбурге, соединяющий Старый город и крепость Мариенберг. 2 апреля 1945 года, незадолго до капитуляции Германии, в ходе Битвы при Вюрцбурге немецкие войска взорвали две арки моста, пытаясь замедлить продвижение войск союзников. Восстановление завершилось лишь в 1950 году. В 1976—1977 годах проведён капитальный ремонт сооружения. С 1990 года мост открыт лишь для пешеходов и велосипедистов. Владельцы мопедов и мотоциклов могут пересекать мост, спешившись. Автомобилям движение запрещено.
В 2010 году мост использовался при съёмках фильма «Мушкетёры».

## Галерея

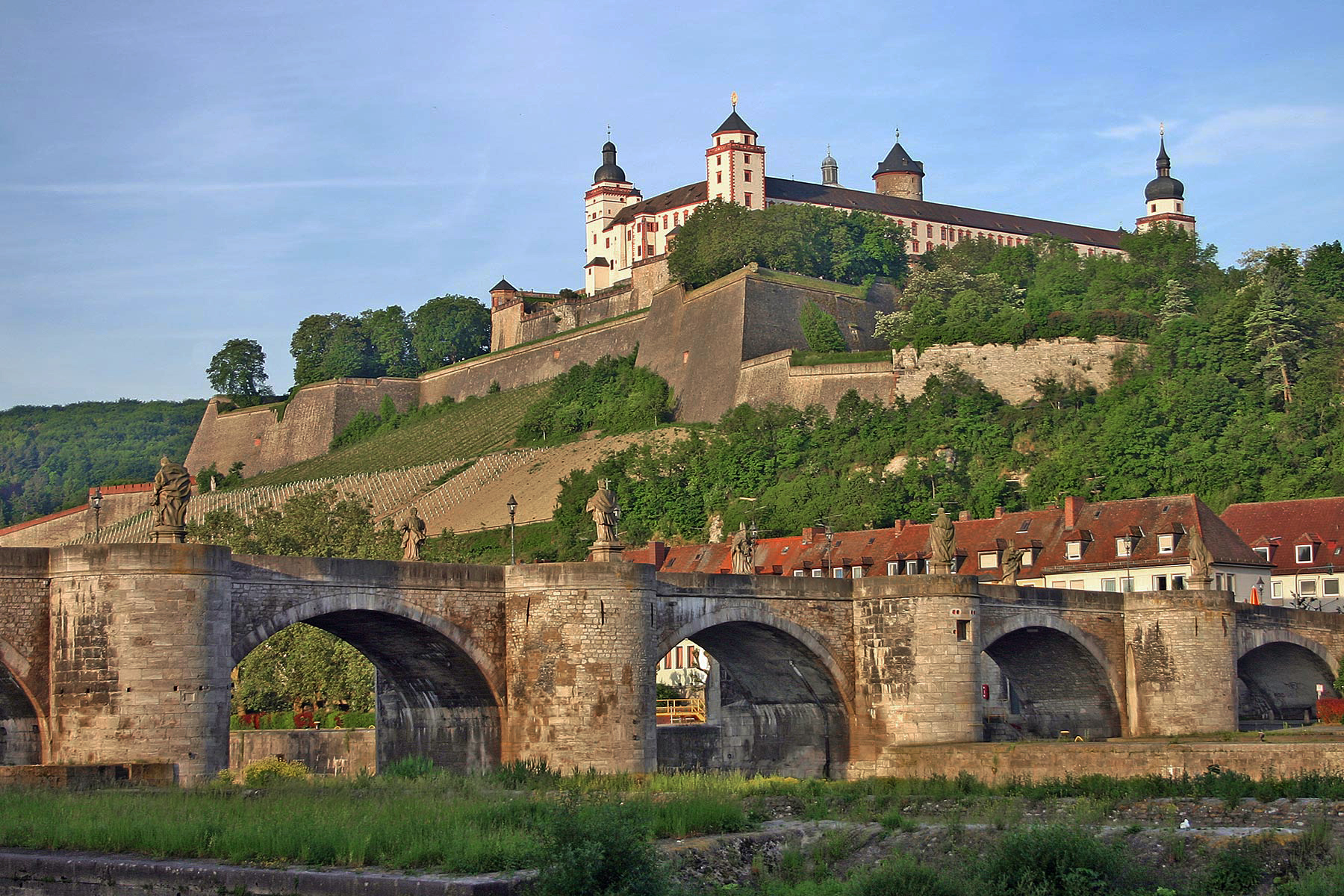
Вид со стороны Старого города на крепость Мариенберг
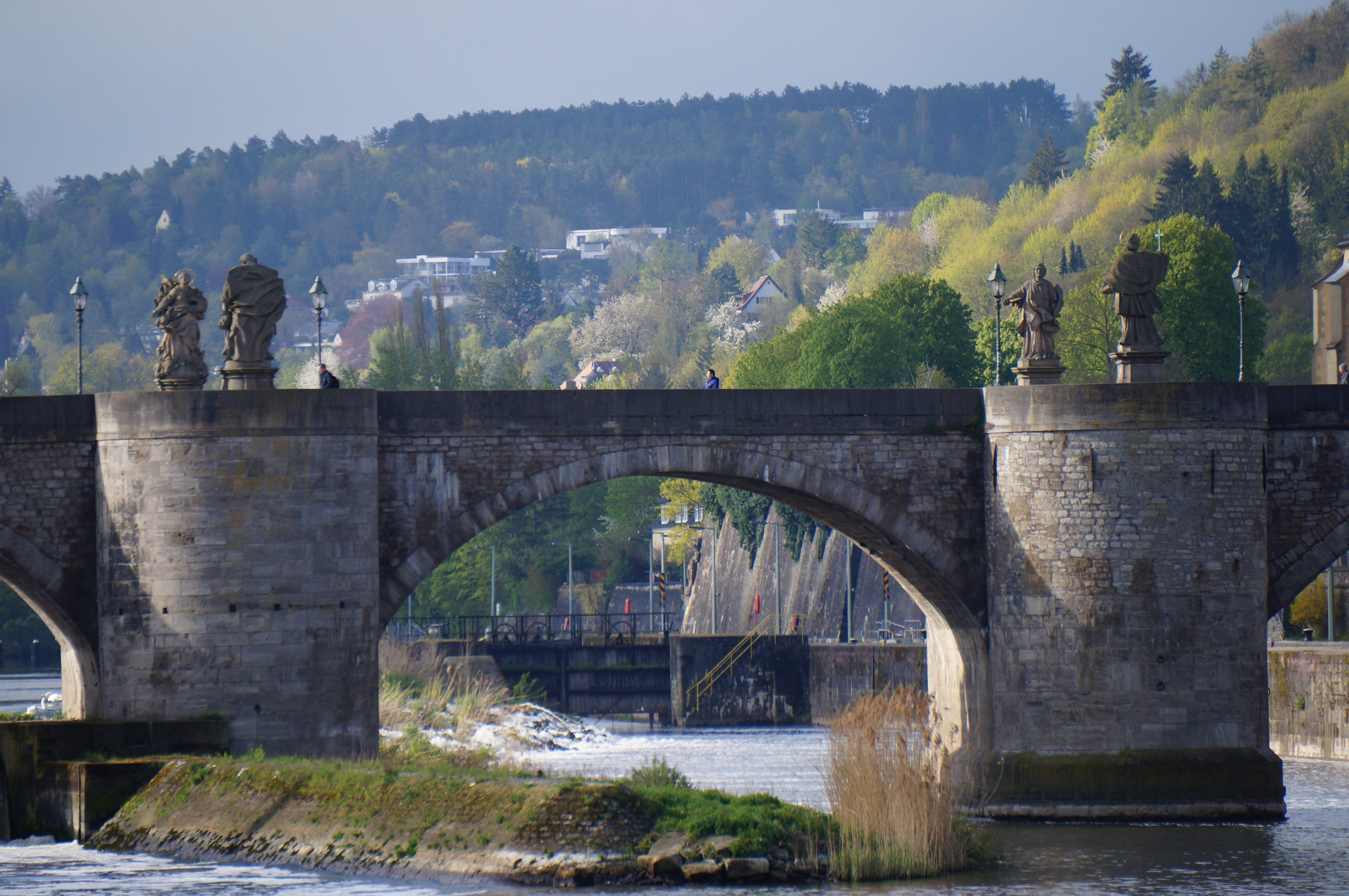
Одна из арок моста
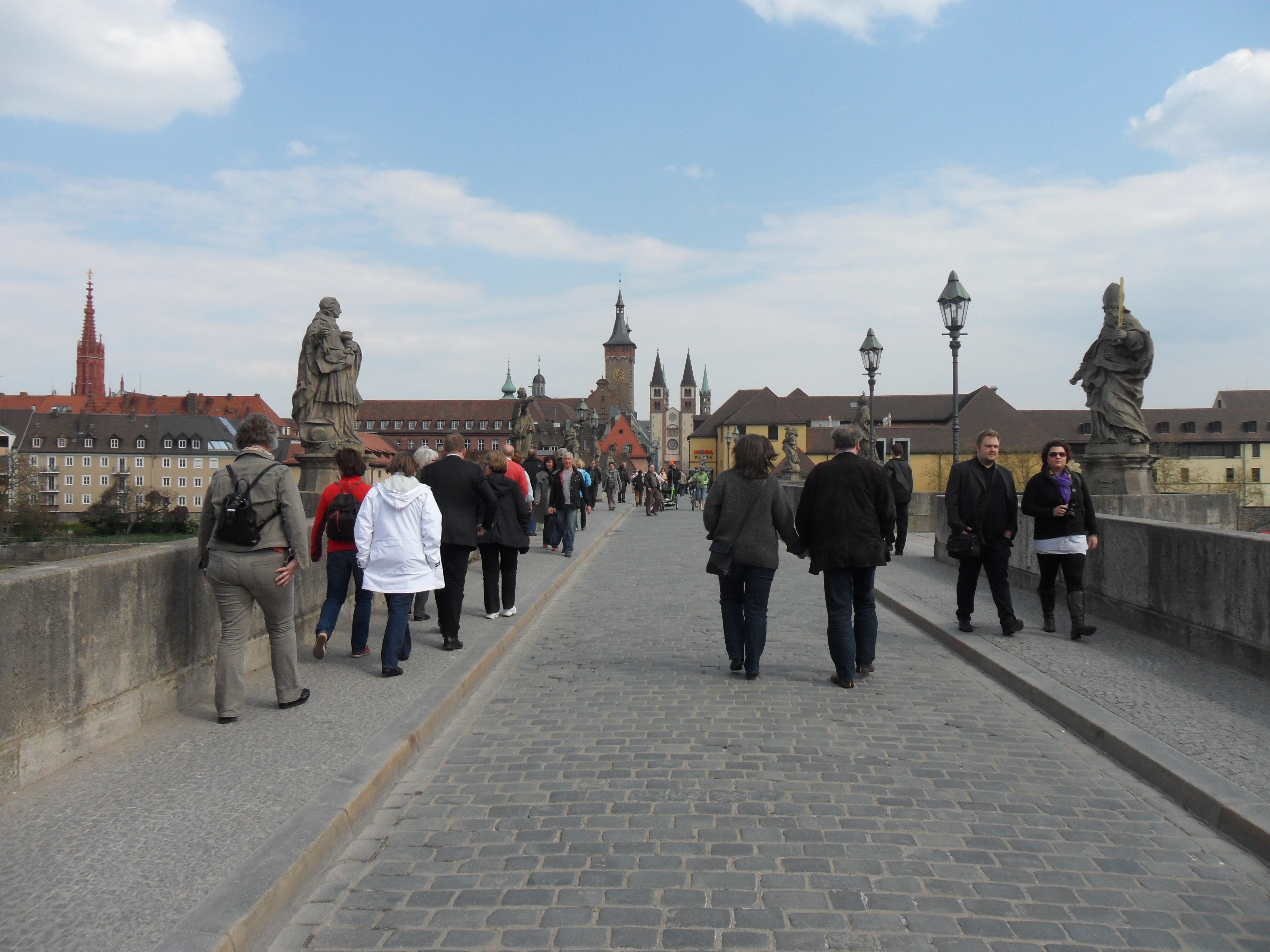
На мосту
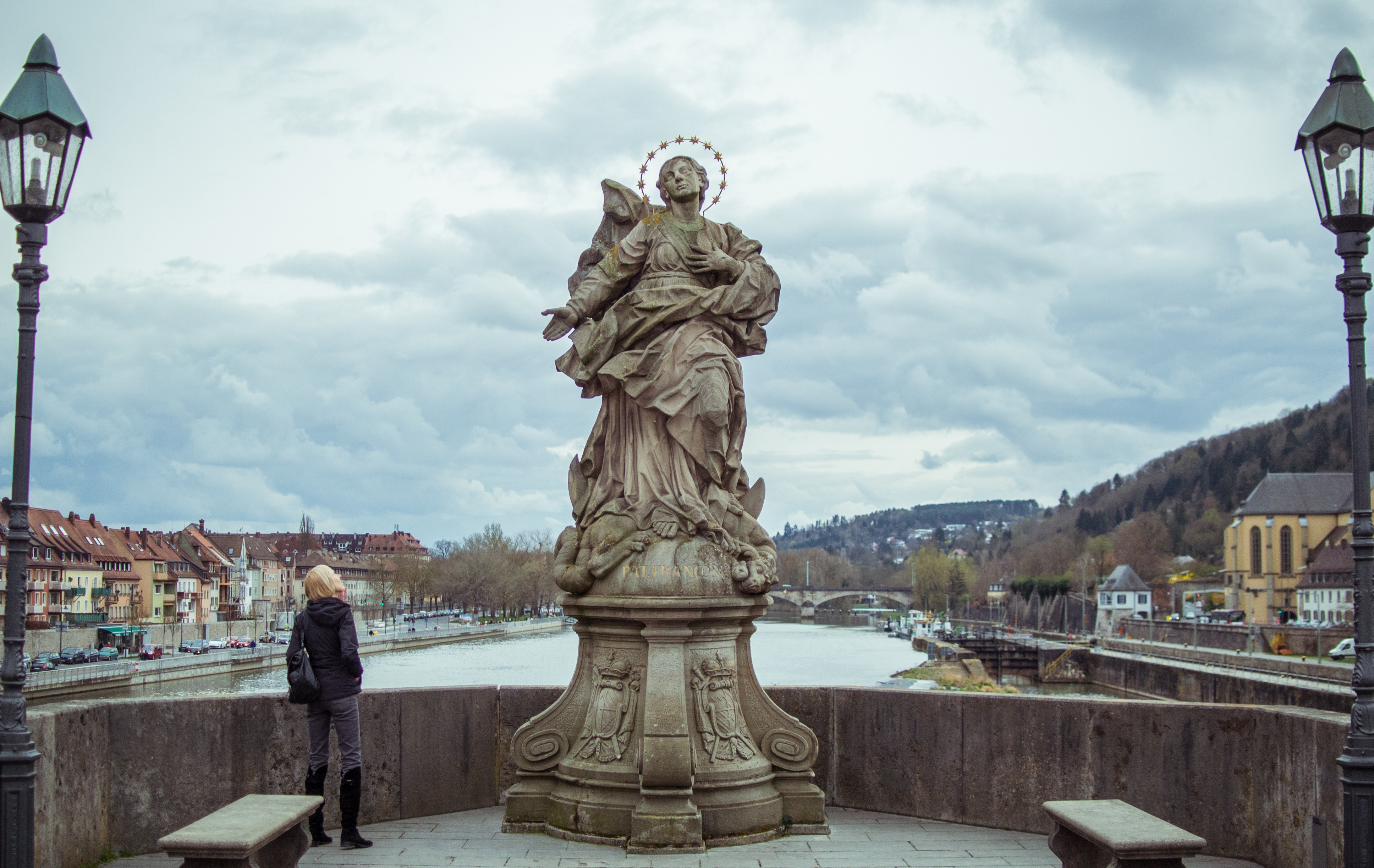
Статуя Девы Марии, символизирующая Франконию